# 트라우마 (드라마)
트라우마(Trauma)는 2009년 9월 28일부터 2010년 4월 26일까지 NBC에서 방영된 의학 드라마이다. 이 시리즈는 미국 캘리포니아주 샌프란시스코의 의료보조과학 그룹에 초점을 두고 있다.
2010년 5월 14일, NBC는 한 시즌 이후 이 시리즈를 취소했다.